# Tränenstreifen

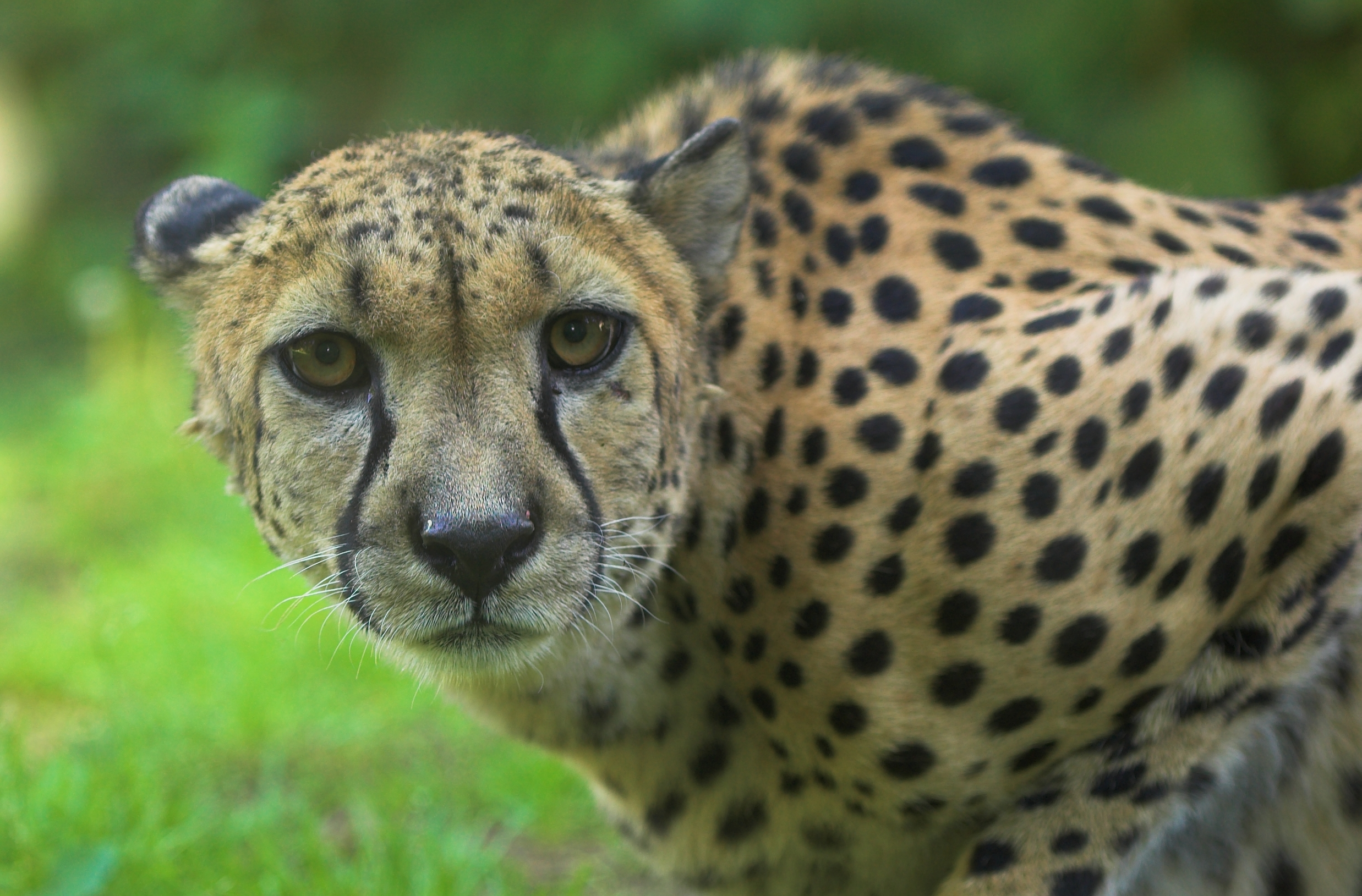
Gepardengesicht

Tränenstreifen sind Streifen, die sich von den inneren Augenwinkeln bis zu den Mundwinkeln von Säugetieren ziehen.
Geparden z. B. haben charakteristische schwarze Tränenstreifen. Auch bei den Servalen und den Kleinen Pandas findet sich der Tränenstreifen.

## Tränenstreifen als Krankheitssymptom
Tränenstreifen im eigentlichen Wortsinn entstehen durch permanenten Augenausfluss, etwa bei Ferkeln, die durch Circoviren am Postweaning Multisystemic Wasting Syndrom erkrankt sind.

## Hieroglyphe
Die Hieroglyphe Schut für Schatten der alten Ägypter war angeblich dem Tränenstreifen der Raubkatzen nachempfunden – wahrscheinlich deswegen, weil ein Schatten einer Gestalt folgt wie eine Tränenspur der Träne. Nach einem Schöpfungsmythos ist der Mensch aus einer Träne entstanden. So ist es nicht verwunderlich, dass Schut einer von sechs Teilen ist, aus denen sich der altägyptischen Vorstellung nach der Mensch zusammensetzt (ka, ba, khat, ren, schut, ach).